# Denis Poncet
Pour les articles homonymes, voir Poncet.
Denis Poncet, né le 29 octobre 1948 à Toulon et mort le 12 décembre 2014 à Strasbourg, est un producteur de films de fiction et documentaires. Il a reçu l'Oscar du meilleur film documentaire en 2002 pour Un coupable idéal.

## Biographie
Après des études de lettres à la Sorbonne et à l’Université de Caroline du Nord, c’est à RTL, en 1972, qu’il fait ses débuts dans le journalisme.
Très vite, il va rejoindre l’équipe de la Première chaîne de l'ORTF (future TF1) où il sera notamment chargé de l’affaire du Watergate et du dossier vietnamien. En 1977, il devient chef du bureau de Radio France à Washington et collabore avec de nombreux organes de presse américains. Dans les années 1980, comme grand-reporter il couvre les conflits du Liban, d’Amérique Centrale et d’Afrique. Il participe en 1987 à la création de la Cinq et représente la chaîne en Amérique du Nord et du sud, en se basant à Miami. En 1990, il est nommé directeur de Radio France Internationale, et mettra un terme à sa carrière de journaliste en créant la radio BFM.
En 1992, il se lance dans la réalisation de documentaires et de grands reportages tels que Dans les couloirs de la mort, New Orléans Police Blues, L’Enfant et son revolver. Sa rencontre avec Jean-Xavier de Lestrade l’amène à la production. D’abord en partenariat avec Jean-Pierre Ramsay, puis avec Bertrand Tavernier au sein de la société Little Bear avec des films tels que La Vie jusqu’au bout, Au-delà du périph’, Une Australie blanche et pure (FIPA d'or). Enfin avec Jean-Xavier de Lestrade, il crée fin 1999 la société MAHA Productions où il produit de nombreux documentaires et fictions pour la télévision et le cinéma.
Il décède à Strasbourg des suites d'un cancer le 12 décembre 2014 à l'âge de 66 ans. Il est inhumé au Dorotheenfriedhof de Berlin.

## Filmographie

### Comme réalisateur
- 2001: Des jeux en or, de Denis Poncet
- Elle fait parler les morts, de Jean-Yves cauchard et Denis Poncet
- 2009: Pain, Pétrole et Corruption, de Denis Poncet et Remy Burkel

### Comme producteur
- 1998 : Des enfants plein d'histoire, de Jean-Xavier de Lestrade.
- 1998 : La Vie jusqu'au bout, de Jean-Xavier de Lestrade
- 1999 : D'un amour à l'autre, de Jean-Xavier de Lestrade
- 2001 : La Justice des hommes, de Jean-Xavier de Lestrade
- 2001 : Des jeux en or, de Denis Poncet
- 2001 : L'Odyssée de l'Amérique, d'Alain Herthogue et Tony Malamatenios
- 2001 : Est-Ouest : Femmes à vendre, de Hubert Dubois
- 2001 : Un don pour toujours, de Laurent Guyot
- 2001 : Media du monde, de Philippe Prigent
- 2003 : Un coupable idéal, de Jean-Xavier de Lestrade
- 2003 : Un rêve algérien, de Jean-Pierre Lledo
- 2004 : Avant les assises, une affaire de viol, d'Olivier Ballande
- 2004 : L'Affaire Dubois, de Jean-Yves Cauchard et Thierry de Lestrade
- 2004 : Avant les assises une affaire de meurtre, d'Olivier Ballande
- 2004 : Soupçons (The staircase), de Jean-Xavier de Lestrade
- 2005 : Cop Stories, de Thierry de Lestrade et Manon Loizeau
- 2006 : La Vie en cinq actes, de Milka Assaf, Jérôme Bouyer, Aurine Crémieu, Phillipe Prigent et Phillipe Molins
- 2007 : Rendez-moi justice, de Denys Granier-Deferre
- 2007-2009: Justice à Vegas, de Remy Burkel
- 2008 : Sur ta joue ennemie, de Jean-Xavier de Lestrade
- 2008 : Le Système Octogon, de Jean-Michel Meurice et Fabrizio Calvi
- 2009 : Parcours meurtrier d'une mère ordinaire: L'affaire Courjault, de Jean-Xavier de Lestrade
- 2010 : FBI: Police d'État de Fabrizio Calvi et David Carr Brown
- 2010 : Cigarettes et Bas nylon, de Fabrice Cazeneuve
- 2011 : les Routes de la terreur de Fabrizio Calvi et Jean-Christophe Klotz
- 2011 : Un si long voyage, de Stephanie Lamorre
- 2011 : Qui sème le vent, de Frédéric Garson
- 2012 : Backroads USA, de Katja Esson
- 2013 : Intime Conviction, de Remy Burkel
- 2014 : Backroads Europe-on Roman Routes, de Jeremy J.P. Fekete
- 2015 : Juger Pétain, de Philippe Saada
- 2016 :  Le Passeport Nansen, de Valentine Varéla
- 2016 :  Stefan Zweig, adieu l'Europe, de Maria Schrader

### Comme acteur
- 2011: Qui sème le vent, de Frédéric Garson (Ambassadeur)
- 2013: Intime Conviction, de Remy Burkel (l'Avocat)

## Récompenses
- 2002 : Oscar du meilleur film documentaire (Academy Awards), pour Un coupable idéal [5]
- 2002 : Prix Europa, pour Un coupable idéal
- 2005 : IDA Award (International Documentary Association), pour Soupçons
- 2004 : Peabody Award (George foster peabody awards), pour Soupçons
- 2004 : Dupont Award (DuPont Columbia Awards), pour Soupçons
- 2007 : Peabody Awards (George foster peabody awards), pour Justice à Vegas
- 2008 : IDA Award (International Documentary Association), pour Justice à Vegas
- 2009 : Banff Rockie Award (Festival international des médias de Banff), pour Pain, Pétrole et Corruption

## Livre
- Mitterrand 2 : Les secrets d'une campagne, 22 février-8 mai 1988, Françoise Rey, Jean-Pierre Mithois, Denis Poncet

## 3 Jours à Quiberon
À l’origine du projet on trouve le producteur français Denis Poncet, et ami de l'actrice Marie Bäumer. Il savait qu’à cause de sa ressemblance étonnante avec elle, on lui proposait depuis toujours de jouer Romy Schneider, sans succès. Grâce à sa femme allemande, qui connaissait le travail du photographe Robert Lebeck et a découvert la toute dernière interview donnée par Romy Schneider en allemand au magazine Stern. C'est ainsi qu'il a proposé 3 jours à Quibéron à la réalisatrice Emily Atef, dont le film L'Étranger en moi était très apprécié par Marie Baümer.
Emily Atef raconte : "La chose qui m’a tout de suite frappée, c’est que ces photos de Robert Lebeck, ce ne sont pas du tout les photos d’un mythe, d’une grande actrice impressionnante, mais les portraits sans filtre d’une femme à nu, sans maquillage, absolument pure dans sa détresse. Ça a fortement résonné avec mon cinéma. Tous mes films, d’une certaine façon, parlent de ça. Une femme, quel que soit son âge, qui traverse une crise existentielle, prise entre ses démons intérieurs et son envie de vivre."

## The Staircase - 2022
Le personnage de Denis Poncet est incarné par Frank Feys dans la mini-série télévisée américaine The Staircase, créée et écrite par Antonio Campos et Maggie Cohn, basée sur le docu-série Soupçons de 2004 réalisé par Jean-Xavier de Lestrade.
Celle-ci revient sur le procès de Michael Peterson, reconnu coupable du meurtre de sa femme, Kathleen Peterson.